# Teisendorf
Teisendorf er en købstad Landkreis Berchtesgadener Land i
den sydøstlige del af den tyske delstat Bayern; Den ligger i Regierungsbezirk Oberbayern, og har godt 9.100 indbyggere.

## Geografi
Teisendorf ligger i landskabet Rupertiwinkel, ved foden af en af de nordligste udløbere af de tyske Alper, Teisenberg på 1.333 m. Mod øst ligger Högl på 827 m, med Salzburg i Østrig et stykke på den anden side.
Kommunen ligger i alpeforlandet mellem Salzburg og Chiemsee, nogle få km syd for Waginger Sees overløb til floden Sur.
Nabokommuner er Ainring, Anger, Inzell, Petting, Saaldorf-Surheim, Siegsdorf, Surberg, Waging am See og Wonneberg.
Derudover ligger byerne Bad Reichenhall, Freilassing, Laufen og Traunstein i Bayern, og Oberndorf og Salzburg i Østrig, i nærheden af byen.